# 픽셀 (영화)
《픽셀》(영어: Pixels)은 2015년 7월에 공개된 미국의 SF 액션 코미디 영화이다. 크리스 콜럼버스 감독이 감독이고, 애덤 샌들러가 제작에 참여했으며 동시에 주인공 샘 브레너를 연기했다. 이외에 케빈 제임스, 피터 딩클리지, 미셸 모너핸, 조시 개드 등이 출연한다. 그리고 헨리 잭맨이 OST를 구성했다.
2010년 파트리크 장이 유튜브에서 단편작을 만들어 올린 후, 그 단편작으로 리메이크하여 새로 만들어진 영화이다. 갤러그·스네이크·팩맨·동키콩 등의 비디오 게임 캐릭터들이 적군으로 대거 등장하는 것이 특징이다.

## 줄거리
1982년, 나사(NASA)는 외계와의 접촉을 희망하며 지구의 문화를 담은 타임 캡슐을 우주로 쏘아 올렸다. 하지만 여기에 담긴 아케이드 게임을 자신들에 대한 선전포고로 오해한 외계인들은 팩맨, 갤러그, 동키콩, 센티피드, 스페이스 인베이더의 모습으로 나타나 지구를 침공하기 시작하는데… 30년 전 동전 몇 개로 수천 번이나 세상을 구했던 클래식 아케이드 게임의 고수 3인방은 위기에 빠진 지구를 구하기 위해 다시 한 번 뭉치게 된다. 유일하게 게임의 룰을 지배할 수 있는 이들, 과연 현실에서도 세상을 구해낼 수 있을까?

## 출연
- 애덤 샌들러 - 샘 브레너 역 (80년대 팩맨 챔피언)
- 케빈 제임스 - 윌 쿠퍼 대통령 역 (미국 대통령, 샘의 죽마고우)
- 조시 개드 - 러들로 러몬소프 역
- 피터 딘클리지 - 에디 플랜트 역
- 미셸 모너핸 - 바이얼릿 밴패튼 중령 역
- 브라이언 콕스 - 포터 제독 역
- 애슐리 벤슨 - 여전사 리사 역
- 제인 크라코스키 - 캐럴린 쿠퍼 영부인 역
- 데니스 아키야마 - 이와타니 도루 역 (팩맨의 창조자)
- 숀 빈